# رسوای دل
رسوای دل نام آلبومی است با صدای محمدرضا شجریان در دستگاه سه‌گاه. این اثر به صورت زنده در سال ۱۳۷۵ در دُبی اجرا شده بود. تصنیف دل شیدا در این آلبوم، اثر علی‌اکبر شیدا است که تلفیقی از اشعار باباطاهر و عبدالرحمن جامی است. این تصنیف در سه‌گاه اجرا شده‌است.

## شرح

### هنرمندان
- خواننده: محمدرضا شجریان

#### همنوازانگروه آوا
- داریوش پیرنیاکان: تار
- جمشید عندلیبی: نی
- محمد فیروزی: بربط
- سعید فرجپوری: کمانچه
- جواد بطحایی: سنتور
- همایون شجریان: تنبک
- شعر از سعدی، رهی معیری، عطار و باباطاهر
- طرح: اعظم غلامی
- خط: امیراحمد فلسفی

### فهرست
| نام قطعه                    | زمان  |
| --------------------------- | ----- |
| پیش درامد سه گاه            | 4:46  |
| درامد سه گاه                | 0:51  |
| چهارمضراب سه گاه            | 3:53  |
| ساز و آواز                  | 11:05 |
| تصنیف من از روز ازل         | 7:23  |
| قطعه ضربی و چهارمضراب مخالف | 6:57  |
| ساز و آواز دو               | 9:07  |
| تصنیف قدیمی تار زلف         | 3:05  |
| تصنیف قدیمی غم عشق          | 4:26  |
| تصنیف دل شیدا               | 4:12  |
| برگردان تصنیف دل شیدا       | 2:00  |

## ترانه‌ها

### جزای آنکه نگفتیم شکر روز وصال
دستگاه سه گاه، غزل سعدی
(درآمد سه‌گاه)

جزای آن‍که نگف‍تی‍م؛ شکر روز وصال
شب فراق نخف‍تیم لاجرم ز خیال
شب فراق نخف‍تیم لاجرم ز خیال

(مویه)

دگر به گوش فراموش عهد سنگین دل
پیام ما که رسان‍د؛ مگ‍ر نسی‍م شمال
پیام ما که رساند مگر نسیم شمال

(زابل)

تو بر کنار فراتی، ندانی این مع‍نی

تو بر کنار فراتی، ندانی این معنی
به راه بادیه دان‍ند قدر آب زلال

(مویه)

اگر مراد نصیحت‌کنان ما این است
که ترک دوست بگوییم
اگر مراد نصیحت‌کنان ما این است
که ترک دوست بگوییم، تصوری است محال

(جمله اول رضوی)

به خاک پای تو، دان‍د؛ که تا سرم ن‍رود
ز سر، به در ن‍رود؛ همچنان امید وصال

(جمله دوم رضوی)

حدیث ع‍شق، چه حاجت، که بر زبان آری

حدیث ع‍شق، چه حاجت، که بر زبان آری
به آب دیده خونی‍ن، نبشته صورت حال

(مویه فرود)

سخن دراز کشیدیم و همچنان باقی است
که ذکر دوست نیارد به هیچ گونه ملال
که ذکر دوست نیارد به هیچ گونه ملال

### رسوای دل
شعر از رهی معیری
من از روز ازل، دیوانه بودم
دیوانه روی تو، سرگشته کوی تو
سرخوش از باده مستانه بودم
در عشق و مستی، افسانه بودم
نالان از تو شد، چنگ و عود من
تار موی تو، تار و پود من
بی باده مدهوشم، ساغر نوشم
ز چشمه نوش تو
مستی دهد ما را، گل رخسارا
بهار آغوش تو
چون به ما نگری، غم دل ببری
کز باده نوشین تری
سوزم همچو گل، از سودای دل
دل رسوای تو، من رسوای دل
گرچه به خاک و خون کشیدی مرا
روزی که دیدی مرا
بازآ که در شام غمم صبح امیدی مرا
صبح امیدی مرا

### ساز و آواز بی پا و سر
دستگاه سه گاه، غزل عطار
(مخالف سه گاه)

به جز غم خوردن عشقت غمی دیگر نمی‌دانم

به جز غم خوردن عشقت غمی دیگر نمی‌دانم
که شادی در همه عالم از این خوش‌تر نمی‌دانم
که شادی در همه عالم از این خوش‌تر نمی‌دانم
(مخالف سه گاه)

گر از عشقت برون آیم، به ما و من فرو نآیم
ولیکن ما و من گفتن به عشقت در نمی‌دانم
ولیکن ما و من گفتن به عشقت در نمی‌دانم
(مخالف سه گاه)

ز بس که اندر ره عشق تو از پای آمدم تا سر

ز بس که اندر ره عشق تو از پای آمدم تا سر، از پای آمدم تا سر
چنان بی پا و سر گشتم، چنان بی پا و سر گشتم که پای از سر نمی‌دانم
چنان بی پا و سر گشتم که پای از سر نمی‌دانم
(نیشابورک)

به هر راهی که دانستم فرو رفتم به کوی تو

به هر راهی که دانستم فرو رفتم به کوی تو
کنون عاجز فرو ماندم، کنون عاجز فرو ماندم رهی دیگر نمی‌دانم
(مخالف سه گاه فرود)

دلی کو بود همدردم چنان گم گشت در دلبر
که بسیاری نظر کردم دل از دلبر نمی‌دانم

## منبع
- پایگاه تخصصی لطیفهٔ نهانی
- تارنمای محمدرضا شجریان
- وبگاه رسمی محمدرضا شجریان